# Фейхо, Жоан да Силва
Жоан да Силва Барбароса или Жоан да Силва Фейхо (порт. João da Silva Feijó; 1760 Рио-де-Жанейро — 1824 Рио-де-Жанейро) — натуралист, минералог и португальский военный.

## Биография
Жоан родился в Бразилии. Изучал философию и математику в университете Коимбры. Имя Фейхо он принял в честь испанского философа Бенито Херонимо Фейхо, который в то время был кумиром студентов, изучающих естествознание.
В 1778 году группа учёных, среди которых был итальянский профессор Доменико Агостино Ванделли, основала в Лиссабоне Музей естественной истории. В эту группу входил также и Жоан да Силва вместе с Александром Родригесом Феррейрой, Мануэлем да Сильвой Гальвао и Хоакимом Хосе да Сильвой.

## Путешествие на острова Зелёного Мыса
В 1783 году под руководством Ванделли начались научные экспедиции в различные португальские колонии. Фейхо возглавил исследование островов Зелёного Мыса и прибыл туда в июне 1783 года.
На месте экспедиция столкнулась с немалыми трудностями, которые по большей части были связаны с презрительным отношением колониальных чиновников к деятельности молодого натуралиста, который занимался наблюдением за природой и коллекционировал бабочек, растения, ракушки и минералы.
Жоан да Силва Фейхо описал свои исследования архипелага в семи письмах, направленных спонсору экспедиции, министру Мартиньо де Мело и Кастро. В этих письмах были изложены данные по географии, топографии и флоре островов.
Доклад Файхо разочаровал министра, который высказал неудовольствие тем, в каком виде были присланы материалы и то, что материалов этих было немного. Министр также выразил свое сожаление в связи с тем, что Фэйхо не предложил какого-либо метода использования селитры и серы, которые считались легко доступными в районе потухших вулканов на островах Зелёного Мыса.
В 1790 году Фейхо вступил в ряды армии, находившейся на островах Зелёного Мыса, и вскоре попросил разрешения вернуться в Португалию. В Лиссабоне Фейхо продолжил работать со своим старым другом Александром Родригесом Феррейра, который незадолго до этого возвратился с Амазонки. Вместе с ним Фейхо сделал гербарий по материалам своего путешествия на архипелаг. Работа португальских натуралистов была высоко оценена их немецким коллегой Генрихом Фридрихом Линком, который между 1797 и 1799 годами посетил Португалию.
В 1797 году Фейхо переписал некоторые из своих текстов, касающиеся островов Зелёного Мыса, и опубликовал их в книге под названием «Itinéraire philosophique» («Философский маршрут»). Эта книга доступна в Национальной библиотеке Лиссабона.

## Возвращение в Бразилию
В феврале 1799 года Фейхо был назначен капитаном корабля (галеры), и на него была возложена ответственность за оборону Сеары. При этом за Фейхо также оставались обязанности натуралиста. По стратегическим причинам Португалия хотела стать самодостаточной в производстве селитры, которая использовалась для производства пороха. Поэтому основную свою задачу Фейхо видел в поиске месторождений селитры и организации её производства на месте. Кроме того, натуралист изучал запасы других минеральных ресурсов региона и оценивал перспективность их разработки. Фейхо также изучал фауну и флору Сеары и собирал образцы для отправки в Европу. Он также начал писать книгу под названием «Флора Сеары».
В 1822 году Фейхо вернулся на свою родину в Рио-де-Жанейро, где стал профессором естественной истории, зоологии и ботаники в Военной академии. Он умер в 1824 году и похоронен в монастыре часовни Богоматери Утешения ордена Святого Франциска Паолы. После его смерти один немецкий натуралист обнаружил в одной из пекарен Рио-де-Жанейро рукопись книги «Флора Сеары», автором которой был Фейхо.

## Память
В честь Жоана да Силва Фейхо названо дерево фейхоа, имеющее зелёные плоды, похожие на гуайяву.